# Wetenschappelijk scepticisme

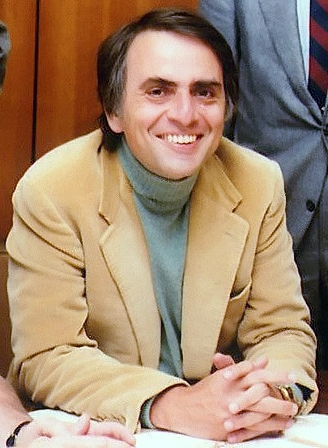
Carl Sagan (1934-1996), bedenker van de term wetenschappelijk scepticisme (1980)

Wetenschappelijk scepticisme, rationeel scepticisme of sceptisch onderzoek is het nagaan of beweringen ondersteund worden door empirisch onderzoek. Hierbij wordt onder andere gekeken of de onderzoeksuitkomsten reproduceerbaar zijn, wanneer de methodologische norm wordt nageleefd. Wetenschappelijk sceptici streven naar de uitbreiding van verzekerde kennis.

## Over de term en zijn reikwijdte
De term wetenschappelijk scepticisme (Engels scientific skepticism) lijkt voort te komen uit het werk van Carl Sagan, allereerst in Contact (1985; p.306) en vervolgens in Billions and Billions (1997; p.135).
Wetenschappelijk scepticisme verschilt van filosofisch scepticisme, dat zich richt op de vraag in hoeverre het mogelijk is om kennis te hebben van de aard van de wereld en hoe die waargenomen wordt. Dit lijkt op, maar is niet gelijk aan, cartesiaanse twijfel, ook wel methodologisch scepticisme, een systematisch proces van sceptisch zijn over of twijfelen aan de waarheid van de eigen opvattingen. Wetenschappelijk scepticisme omarmt empirisme. Het nieuwe scepticisme dat Paul Kurtz beschrijft is wetenschappelijk scepticisme. Volgens goochelaar Jamy Ian Swiss gaat wetenschappelijk scepticisme over hoe je moet denken, niet wat je moet denken.

### Verschillende definities
Wetenschappelijk scepticisme wordt wel gedefinieerd als:

Een scepticus is iemand die de voorkeur geeft aan opvattingen en conclusies die betrouwbaar en geldig zijn boven die prettig of handig zijn en past daarom rigoureus en openlijk de methoden van de wetenschap en de rede toe op alle empirische beweringen, vooral die van hem- of haarzelf. Een scepticus weegt een voorlopige aanvaarding van iedere bewering af tegen geldige logica en een eerlijke en doortastende beoordeling van het beschikbare bewijsmateriaal en bestudeert de valkuilen van het menselijk redeneren en de mechanismen van misleiding in een poging om te voorkomen dat men door anderen of zichzelf wordt misleid. Scepticisme waardeert de methode boven een bepaalde conclusie.
— Steven Novella, 2008

Scepticisme is een voorlopige aanpak van beweringen. Het is de toepassing van de rede op elke en alle ideeën — heilige koeien zijn niet toegestaan. Met andere woorden, scepticisme is een methode, geen standpunt.
— The Skeptics Society

Scepticisme is een methode om beweringen over de wereld te bestuderen. In de sceptische 'gereedschapskist' zit een betrouwen op de rede, kritisch denken en een verlangen naar verifieerbaar, testbaar bewijsmateriaal over bepaalde beweringen (vooral uitzonderlijke). Doorgaans wordt de 'sceptische manier van denken' belichaamd door de wetenschappelijke methode.
— Drinking Skeptically

## Overzicht
Wetenschappelijke sceptici menen dat een empirische navorsing van de werkelijkheid de waarheid het dichtst benadert en dat de wetenschappelijke methode het meest geschikt is voor dit doel. Als de strengheid van de wetenschappelijke methode wordt overwogen, kan de wetenschap zelf gezien worden als een georganiseerde vorm van scepticisme. Volgens Robert K. Merton moeten alle ideeën getest worden en onderwerp zijn van rigoureuze gestructureerde gemeenschappelijke navorsing (zie CUDOS). Dit betekent niet dat de wetenschappelijke scepticus noorzakelijkerwijs een wetenschapper is die echte experimenten uitvoert, hoewel dat wel het geval kan zijn, maar dat de scepticus over het algemeen beweringen aanvaardt die waarschijnlijk waar zijn op grond van testbare hypothesen en kritisch denken.
Wetenschappelijke sceptici trachten beweringen te evalueren gebaseerd op de verifieerbaarheid en falsifieerbaarheid en ontmoedigen het om beweringen op basis van (blind) vertrouwen of anekdotisch bewijs aan te nemen. Sceptici richten hun kritiek vaak tegen beweringen die zij niet plausibel, twijfelachtig of overduidelijk in tegenspraak met de algemeen aanvaarde wetenschap beschouwen. Wetenschappelijke sceptici stellen niet dat ongebruikelijke beweringen automatisch van de hand dienen te worden gewezen - integendeel stellen zij dat beweringen over het paranormale of anomale verschijnselen kritisch dienen te worden bestudeerd en dat uitzonderlijke beweringen uitzonderlijk bewijs vergen voordat er enige geldigheid aan toegekend zou moeten worden
Vanuit een wetenschappelijk perspectief worden theorieën beoordeeld op vele criteria, zoals falsifieerbaarheid, Ockhams scheermes, verklaringskracht en de mate waarin de voorspelling overeenkomt met onderzoeksresultaten. Scepticisme is onderdeel van de wetenschappelijk methode: een onderzoeksresultaat wordt bijvoorbeeld niet als bewezen beschouwd totdat er is vastgesteld dat het onafhankelijk kan worden gerepliceerd.
Volgens de principes van scepticisme is in het ideale geval ieder individu in staat tot het zelf bepalen van een standpunt op grond van het bewijs in plaats van zich te beroepen op bepaalde autoriteiten, sceptisch of anderszins. In de praktijk wordt dit moeilijk vanwege de hoeveelheid kennis die de wetenschap inmiddels vergaard heeft. Derhalve wordt het van wezenlijk belang om een evenwicht te vinden tussen kritisch denken en een erkenning van de consensus die er bestaat onder de meest relevante wetenschappers.
Niet alle grenswetenschap (fringe science) is per se pseudowetenschap. Zo passen sommige aanhangers van onderdrukte herinneringen de wetenschappelijke methode nauwkeurig toe en hebben enige empirische onderbouwing voor de geldigheid ervan kunnen vinden, maar zulke theorieën hebben nog geen volledige wetenschappelijke consensus verkregen.
Empirische of wetenschappelijke sceptici beoefenen geen filosofisch scepticisme. Terwijl een filosofische scepticus kan betwijfelen dat kennis überhaupt bestaat, zoekt een empirische scepticus slechts naar waarschijnlijk bewijs voordat hij die kennis aanvaardt.

## Geschiedenis van de sceptische beweging
Volgens de sceptische historicus Daniel Loxton is "scepticisme een verhaal zonder een begin of een einde"; hij stelt dat het betwijfelen en bestuderen van uitzonderlijke beweringen al zo oud is als de mensheid zelf. Door de geschiedenis heen zijn er voorbeelden te vinden van individuen die kritische navorsing bedrijven en boeken schrijven of publiekelijk optreden tegen specifieke oplichters en populair bijgeloof, waaronder mensen als Lucianus van Samosata (2e eeuw), Michel de Montaigne (16e eeuw), Thomas Ady en Thomas Browne (17e eeuw), Antoine Lavoisier en Benjamin Franklin (18e eeuw), een groot aantal filosofen, wetenschappers en goochelaars doorheen de 19e en begin 20e eeuw tot en met en na Harry Houdini. Sceptici die zich verenigen in organisaties die het paranormale en grenswetenschap onderzoeken is echter een modern fenomeen.
Loxton noemt het Belgische Comité Para (1949) als oudste sceptische organisatie met een 'breed mandaat'. Hoewel het voorafgegaan werd door de Nederlandse Vereniging tegen de Kwakzalverij (1881), dat derhalve door anderen wordt gezien als oudste sceptische organisatie, richt de VtdK zich louter op het bestrijden van kwakzalverij en heeft daarom een smal mandaat. Het Comité Para was deels opgericht als reactie op een uitbuitende industrie van nepmediums die valse hoop verkochten aan rouwende verwanten van vermisten tijdens de Tweede Wereldoorlog. Daarentegen herleidt Michael Shermer de oorsprong van de moderne wetenschappelijk skeptische beweging tot Martin Gardners boek Fads and Fallacies in the Name of Science (1952), dat in 1967 in het Nederlands verscheen als Is dat nog wel wetenschap?. In 1968 volgde oprichting van de AFIS in Frankrijk.

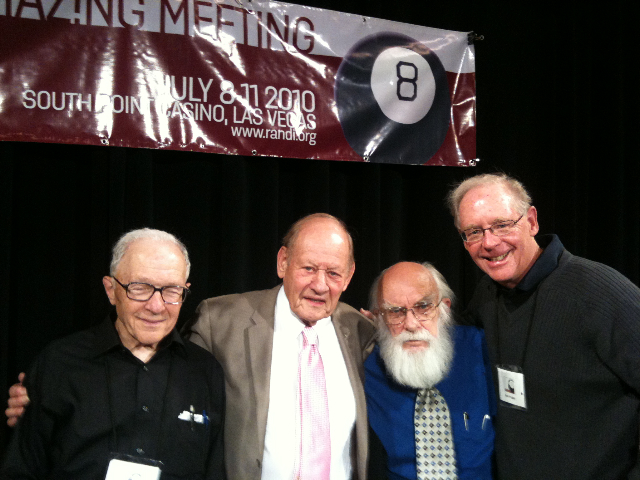
Vier invloedrijke Amerikaanse sceptici: Ray Hyman, Paul Kurtz, James Randi en Kendrick Frazier (2010)

Hoewel de meeste sceptici in de Engelstalige wereld de oprichting van CSICOP in 1976 in de Verenigde Staten zien als de geboorte van het moderne scepticisme, modelleerde oprichter Paul Kurtz het eigenlijk naar het Comité Para, inclusief de naam. Kurtz' motief was dat hij 'teleurgesteld [was] door het opkomende tij van geloof in het paranormale en het gebrek aan adequate wetenschappelijke studies van zulke beweringen.' Hoewel CSICOP niet de oudste was, was het 'de eerste succesvolle Noord-Amerikaanse sceptische organisatie met een breed mandaat in het contemporaine tijdperk', populariseerde het het gebruik van de termen scepticus, sceptisch en scepticisme door haar tijdschrift Skeptical Inquirer en inspireerde rechtstreeks de oprichting van een hele reeks andere sceptische organisaties wereldwijd, in het bijzonder in Europa. Dit waren onder meer Australian Skeptics (1980), Vetenskap och Folkbildning (Zweden, 1982), New Zealand Skeptics (1986), Gesellschaft zur wissenschaftlichen Untersuchung von Parawissenschaften (Duitsland, Oostenrijk en Zwitserland, 1987), Skepsis ry (Finland, 1987), Stichting Skepsis (Nederland, 1987), CICAP (Italië, 1989) en SKEPP (Vlaanderen, 1990). Vaak stonden astronomen aan de wieg van sceptische organisaties, maar ook goochelaars zoals James Randi, die zijn eigen James Randi Educational Foundation (JREF) stichtte in 1996, waren belangrijk in het ontmaskeren van charlatans en het populariseren van hun bedrog. Hij nodigde iedereen uit om zijn of haar beweringen te bewijzen met de One Million Dollar Paranormal Challenge. Andere invloedrijke Amerikaanse organisaties van de tweede generatie waren The Skeptics Society (in 1992 opgericht door Michael Shermer), de New England Skeptical Society (ontstaan in 1996) en de Independent Investigations Group (in 2000 gesticht door James Underdown).
Na de val van het communisme zag Oost-Europa een vloedgolf aan kwakzalverij en paranormaal geloof dat niet meer werd beteugeld door de over het algemeen pro-wetenschappelijke communistische regimes of waarvan de invoer uit West-Europa werd belemmerd door het IJzeren Gordijn (zoals homeopathie), hetgeen aanzette tot de oprichting van een reeks nieuwe sceptische organisaties om consumenten te beschermen. Onder deze bevonden zich de Český klub skeptiků Sisyfos (Tsjechië, 1995), Szkeptikus Társaság (Hongarije, 2006), de Klub Sceptyków Polskich (Polen, 2010) en Obscestvo skeptikov (Rusland, 2013). Het European Skeptics Congress (ESC) is sinds 1989 door heel Europa gehouden, sinds 1994 gecoördineerd door de European Council of Skeptical Organisations. In de Verenigde Staten is sinds 2003 The Amaz!ng Meeting (TAM, georganiseerd door de JREF in Las Vegas) de belangrijkste sceptische conferentie, met twee afgeleide conferenties in Londen (2009 en 2010) en één in Sydney (2010). Sinds 2010 organiseren de Merseyside Skeptics Society en Greater Manchester Skeptics samen Question, Explore, Discover (QED) te Manchester. Zes World Skeptics Congresses zijn tot nu toe gehouden, namelijk in Buffalo (1996), Heidelberg (1998), Sydney (2000), Burbank (2002), Abano Terme (2004) en Berlijn (2012).

## Voorbeelden
Enkele onderwerpen die wetenschappelijk sceptische literatuur in twijfel trekt zijn bijvoorbeeld gezondheidsbeweringen over bepaald voedsel, procedures, alternatieve geneeswijzen; de plausibiliteit en het bestaan van bovennatuurlijke krachten (zoals tarotlezen) of wezens (zoals klopgeesten, engelen, goden); cryptozoölogische monsters (zoals het Monster van Loch Ness of Bigfoot); en ook creationisme/intelligent design, wichelen, complottheorieën en andere beweringen die de scepticus op wetenschappelijke gronden als waarschijnlijk onwaar beschouwt.
Sceptici zoals James Randi zijn beroemd geworden door het ontmaskeren van dergelijke beweringen. Joe Nickell, die het paranormale onderzoekt, waarschuwt er echter voor dat ontmaskeraars voorzichtig, serieus en onbevooroordeeld moeten omgaan met paranormale beweringen. Hij legt uit dat als met een open geest onderzoek wordt gedaan, er meer kans van slagen is om mensen iets te leren en van gedachten te doen veranderen dan door ontmaskering.

### Pseudoscepticisme
Richard Cameron Wilson schreef in een artikel in New Statesman dat 'de nepscepticus in werkelijkheid een vermomde dogmaticus is, die daardoor extra gevaarlijk is vanwege zijn succesvol toegeëigende mantel van de onbevooroordeelde onderzoeker met een open geest'. Sommige voorstanders van achterhaalde intellectuele standpunten (zoals aidsontkenning, holocaustontkenning en klimaatontkenning) gaan zich te buiten aan pseudosceptisch gedrag wanneer zij zichzelf "sceptici" noemen, omdat zij selectief bewijsmateriaal aanhalen dat overeenkomt met opvattingen die zij al hadden. Volgens Wilson, die dit fenomeen toelicht in zijn boek Don't Get Fooled Again (2008), is het karakteristieke element van vals scepticisme dat het 'zich niet concentreert op een neutrale zoektocht naar de waarheid, maar op het verdedigen van een al eerder besloten ideologisch standpunt'.
Wetenschappelijk scepticisme wordt soms zelf op grond hiervan bekritiseerd. De term pseudoscepticisme wordt dikwijls gebruikt in controversiële disciplines waar de tegenstand van wetenschappelijke sceptici sterk is. In 1994 omschreef Susan Blackmore, een parapsychologe die sceptischer werd en uiteindelijk een CSICOP-fellow werd in 1991, bijvoorbeeld wat zij 'het ergste soort pseudoscepticisme' noemde:

Er zijn enkele leden binnen sceptische groepen die duidelijk geloven dat zij al vóór enig onderzoek het juiste antwoord weten. Ze zijn niet geïnteresseerd in het overwegen van alternatieven, het bestuderen van rare beweringen of het zelf uitproberen van paranormale ervaringen of een ander bewustzijn (lieve help, nee!), maar alleen in het promoten van hun eigen specifieke geloofsstructuur en -samenhang ...

Met betrekking tot de etiketten dogmatisch en pathologisch die de Association for Skeptical Investigation op critici van paranormale studies plakken, merkt Robert Todd Carroll van het Skeptic's Dictionary op dat het 'een groep is van pseudosceptische paranormale onderzoekers en aanhangers die de kritiek van ware sceptici en kritische denkers op paranormale studies niet waarderen. Het enige scepticisme dat deze groep promoot, is scepticisme jegens critici en [hun] kritiek op paranormale studies.'

## Vermeende gevaren van pseudowetenschap
Scepticisme is een benadering van opmerkelijke of ongebruikelijke beweringen waarbij twijfel te verkiezen is boven geloof bij gebrek aan doorslaggevend bewijsmateriaal. Sceptici menen over het algemeen dat geloof in de buitenaardse hypothese (ETH) en de krachten van mediums een misverstand is, omdat er geen empirisch bewijs bestaat om zulke fenomenen te ondersteunen.
Bertrand Russell stelde dat individuele handelingen gebaseerd zijn op de opvattingen van de handelende persoon en als deze opvattingen niet worden ondersteund door bewijs, kunnen zulke opvattingen leiden tot destructief handelen.
James Randi schrijft ook vaak over oplichterij door mediums en gebedsgenezers. Critici van alternatieve geneeswijzen wijzen vaak op het slechte advies dat ongekwalificeerde beoefenaars geven en ernstig letsel of de dood tot gevolg heeft. Richard Dawkins wijst op religie als een bron van geweld (vooral in zijn boek God als misvatting) en beschouwt creationisme als een bedreiging voor de biologie. Sommige sceptici, zoals de leden van de podcast The Skeptics' Guide to the Universe, keren zich tegen bepaalde sekten en nieuwe religieuze bewegingen vanwege hun bezorgdheid om wat zij zien als nepwonderen die worden uitgevoerd of aanbevolen door de leiders van zulke groepen. Ze bekritiseren vaak geloofsstelsels die zij eigenaardig, bizar of irrationeel bevinden.

## Noemenswaardige sceptische media
| Podcasts - Cognitive Dissonance (Amerikaans) - For Good Reason – JREF (Amerikaans) - Geologic (Amerikaans) - Kritisch Denken (Vlaams-Nederlands) - Point of Inquiry – CFI (Amerikaans) - Skepticality – The Skeptics Society (Amerikaans) - Skeptics with a K – MSS (Brits) - Skeptoid (Amerikaans) - The Pseudo Scientists – YAS (Australisch) - The Reality Check – Ottawa Skeptics (Canadees) - The Skeptic Zone – AS (Australisch) - The Skeptics' Guide to the Universe – NESS (Amerikaans) |  | Tijdschriften - Folkvett – VoF (Zweeds) - Skepter – Stichting Skepsis (Nederlands) - Skeptic – The Skeptics Society (Amerikaans) - Skeptical Inquirer – CSICOP (Amerikaans) - Skeptiker – GWUP (Duitstalig) - The Skeptic – CSICOP (Brits) - Wonder en is gheen wonder – SKEPP (Vlaams) |  | Televisieprogramma's - Penn & Teller: Bullshit! (Amerikaans) - MythBusters (Amerikaans) - Fact or Faked: Paranormal Files (Amerikaans) |